# Língua crioula haitiana

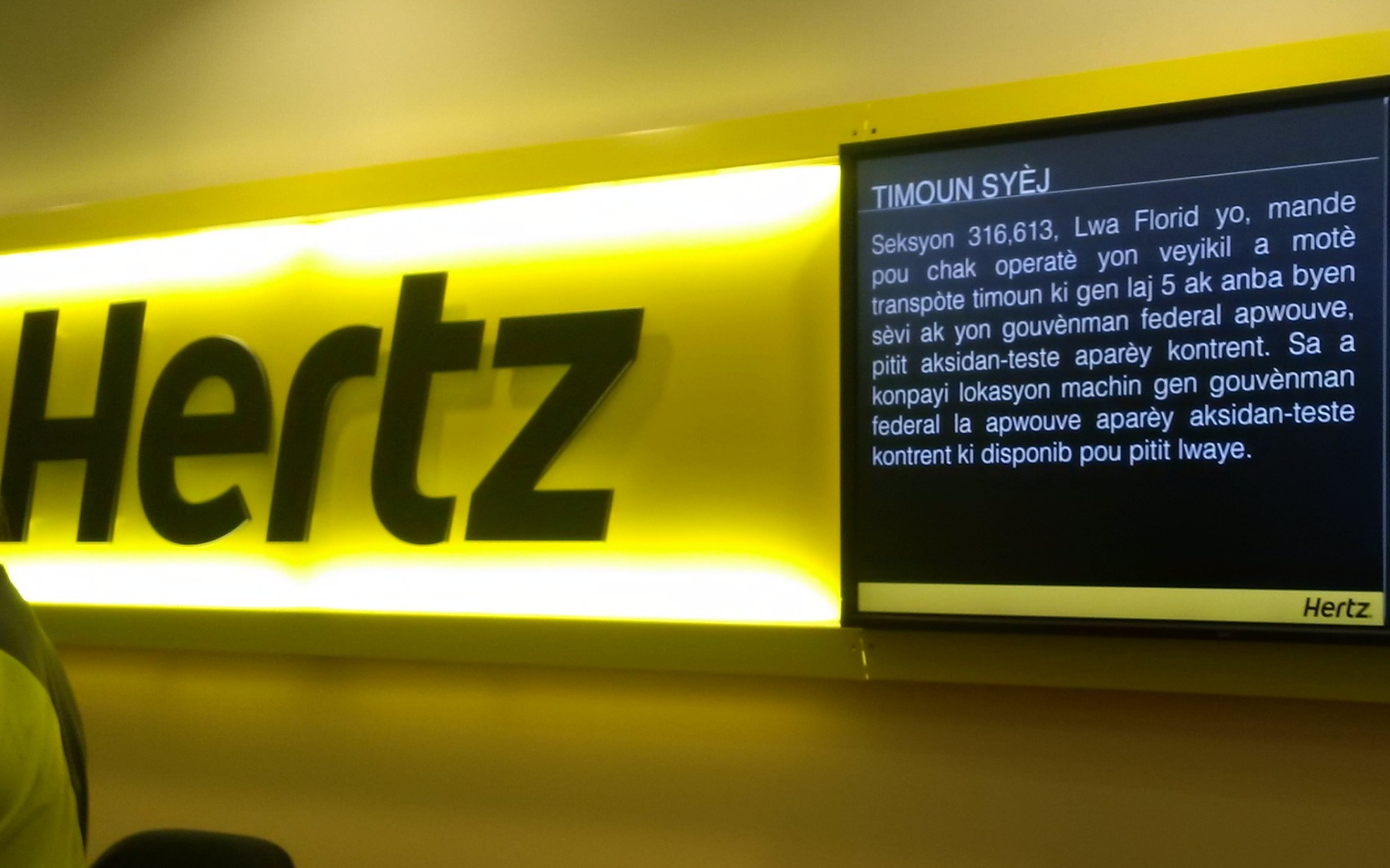
Texto em crioulo haitiano numa locadora de automóveis nos Estados Unidos.

O crioulo haitiano (kreyòl ayisyen), também conhecida como créole, é uma língua natural falada por quase toda a população do Haiti (9,2 milhões), havendo ainda cerca de 4,5 milhões de imigrantes que falam o crioulo haitiano em outros países, tais como Canadá, Estados Unidos, França, República Dominicana, Cuba, Bahamas e outros. 
Apresenta dois dialetos distintos: o fablas e o plateau. Muitos haitianos falam quatro línguas: crioulo, francês, espanhol e inglês.
A outra língua oficial do Haiti é o francês, idioma no qual o crioulo do Haiti se baseia, sendo que 90% do seu vocabulário vem dessa língua. Outros idiomas também influenciaram o crioulo haitiano, dentre os quais o taino (nativo da ilha) e algumas línguas do oeste da África (iorubá, fon, jeje).
Desde 1961, por esforços de Félix Morisseau-Leroy e outros, o crioulo haitiano foi reconhecido como língua oficial ao lado do francês, que fora único até então como idioma literário desde a independência dessa nação em 1804. Desde o escritor Morisseau-Leroy, seu uso literário vem crescendo, embora ainda seja pequeno. Desde a década de 1980, ativistas, dentre os quais educadores e escritores, vêm enfatizando o orgulho da literatura crioula, havendo, neste século XXI, muitos jornais, programas de televisão e de rádio no idioma.

## Sons e letras
O crioulo haitiano apresenta dez sons de vogal contra doze do francês (as duas vogais frontais arredondadas do francês não são usadas).
Sendo idioma de formação recente, o crioulo haitiano tem ortografia bem fonêmica, similar ao alfabeto fonético internacional (AFI). Diferencia-se dos sons do AFI apenas no J, Y, È e OU; as nasalizações são indicadas por um N.

## Vocabulário
A maior parte do vocabulário é de origem francesa com diferenças de pronúncia e morfologia. Em muitos casos, o artigo definido do francês fica junto com o substantivo numa única palavra. Exemplo: "A lua" (em francês, La lune) fica sendo Lalin em crioulo haitiano.

### Exemplos
| Crioulo    | Origem                           | Português                       |
| ---------- | -------------------------------- | ------------------------------- |
| bagay      | Fr. bagage, baggage              | "coisa"                         |
| bannann    | Fr. banane, banana               | "banana"                        |
| bekàn      | Fr. bécane                       | "bicicleta"                     |
| Bondye     | Fr. Bon Dieu                     | "Bom Deus"                      |
| dèyè       | Fr. derrière                     | "traseiro, atrás"               |
| diri       | Fr. du riz                       | "arroz"                         |
| fig        | Fr. figue                        | "banana" (inclus banana madura) |
| la-kay     | Fr. la case                      | "casa"                          |
| kle        | Fr. clé                          | "chave", inclus. ferramenta     |
| kle kola   | Fr. clé ("chave"), + inglês cola | "abridor de garrafa"            |
| konnflek   | Ing. corn flakes                 | "cereal do café da manhã"       |
| kawoutchou | Fr. caoutchouc ("borracha")      | "pneu"                          |
| lalin      | Fr. la lune                      | "Lua"                           |
| makak      | Port. macaco                     | "macaco"                        |
| makomè     | Fr. ma commère                   | "minha comadre"                 |
| matant     | Fr. ma tante                     | "minha tia"                     |
| moun       | Fr. monde                        | "pessoa"                        |
| mwen       | Fr. moi, moi-même                | "Eu", "eu mesmo"                |
| nimewo     | Fr. numéro                       | "número"                        |
| Ozetazini  | Fr. aux États-Unis               | "Estados Unidos"                |
| piman      | Fr. piment                       | "pimenta"                       |
| pann       | Fr. pendre                       | "enforcar"                      |
| pwa        | Fr. pois                         | "ervilha"                       |
| tonton     | Fr. tonton (fam.), oncle (acad.) | "tio"                           |
| vwazen     | Fr. voisin                       | "vizinho"                       |
| zwazo      | Fr. les oiseaux                  | "pássaros"                      |
| zye        | Fr. les yeux /lezjø/             | "olhos"                         |

### Marcas registradas
Assim como ocorre em outras línguas, inclusive no português, certas marcas registradas terminam por incorporar-se ao linguajar para identificar certos produtos.
- kòlgat (Colgate-Palmolive) — "pasta de dente"
- jilèt (Gillette) — "navalha"
- pampèz (Pampers) — "fraldas"
- kodak (Kodak) — "câmera fotográfica"
- frijidè (Frigidaire) - "geladeira"
- delco (Delco) - "gerador"
- igloo (Igloo) - "refrigerador"
- chiklèt (Chiclete) - "goma de mascar"

### Nègeblan
A palavra nèg emprega-se literalmente para homem de pele escura. Porém o termo é usado geralmente para qualquer homem, independente da cor da pele. Funciona como "cara" (no Brasil) ou "gajo" (em Portugal). Já o blan tem uso geral para estrangeiro, seja ele negro ou branco.
Nèg vem do Francês nègre ou do espanhol / português negro ("pessoa negra"), ou ainda do inglês negro; Nèg não tem, no crioulo haitiano, nenhuma conotação negativa. Há outros termos que designam a cor da pele, tais como grimo, bren, wòz, mawon etc., os quais são considerados ofensivos em função do sistema de classes e preconceitos de cor na sociedade haitiana.

## Gramática
A gramática do crioulo haitiano é bem mais simples do que a do francês; os verbos não variam por tempo e pessoa, e não há gênero gramatical. Assim nem artigos, nem adjetivos, variam com o substantivo. A ordem das palavras, Sujeito-Verbo-Objeto (SVO) é a mesma do francês, mas as orações são bem mais simples.
Sufixos monossilábicos, ou mesmo de uma só letra, são usados para o plural de substantivos e para indicar posse. Durante alguns anos discutiu-se como adicionar esses sufixos, se através de hífen, apóstrofo ou apenas um espaço, como é hoje.

### Pronomes
No total, seis pronomes. Seguem abaixo:
| Pessoa | Crioulo | Forma curta | Tradução  |
| ------ | ------- | ----------- | --------- |
| 1ª     | mwen    | m           | Eu        |
| 2ª     | ou      | w           | Você      |
| 3ª     | li      | l           | Ele-Ela   |
| 4°     | nou     | n           | nós       |
| 5°     | nou     | n           | vocês     |
| 6°     | yo      | y           | Eles-Elas |

### Plural e possessivos
O plural de substantivos é feito pela colocação da partícula yo ao fim da palavra.
liv yo - "livros"
machin yo - "carros"
A posse é indicada pela colocação da partícula que indica quem possui logo após o que é possuído. Tem similaridade com, por exemplo, o chez moi ("na minha casa") do francês.
lajan li - "dinheiro dele/dela"
fanmi mwen ou fanmi m - "minha família"
kay yo - "casa (ou casa) deles/delas"
papa ou ou papa w - "pai deles/delas"
chat Pyè - "gato de Pierre"
chèz Mari - "cadeira de Marie"
zanmi papa Jan - "amigo do pai de Jean"
papa vwazen zanmi nou - "Pai do vizinho de nosso amigo"

### Artigos
Há um único artigo indefinido, yon, que fica antes do substantivo.
yon kouto - "uma faca"
yon kravat - "uma gravata"
Há também um único artigo definido, la, que fica sempre depois do substantivo.
Pode apresentar também as formas lan, a, an e nan em função das características fonéticas do substantivo.
kravat la - "a gravata", liv la - "o livro", kay la - "a casa"
lanp lan - "a lâmpada", ban lan - "o banco"
kouto a - "a faca"; peyi a - "o país"
fanmi an - "a família", mi an - "a parede", chen an - "o cão", pon an - "a ponte"
machin nan - "o carro", telefòn nan - "o telefone", madanm nan - "a mulher"

### Demonstrativo
A palavra sa funciona como "este", "esse" ou "aquele". É colocada após o substantivo, seguida quando for o caso por a ou yo para indicar o número.
jadin sa (a) bèl- "Este jardim é belo".
Pode também funcionar como pronome:
sa se zanmi mwen – "Este é meu amigo"
sa se chen frè mwen - "Este é o cão de meu irmão"

### Verbos
Muitos dos verbos do crioulo haitiano têm pronúncia bastante similar aos correspondentes franceses no infinitivo, porém são escritos foneticamente, não como em francês. Não há conjugação e as indicações dos tempos são com marcadores.
Li ale travay le maten - "Ele vai ao trabalho de manhã."
Li dòmi le swà - "Ele dorme de tarde (ou noite)."
Li li Bib la - "Ela lê a Bíblia"
Mwen fè manje - "eu faço comida"
Nou toujou etidye - "Nós estudamos sempre"
Ki lè li ye? - "Que horas são?"

#### Verbo "ser"
Os conceitos dos verbos "ser" e "estar"  que no ingles são conhecidos como o verbo ''to be'' no crioulo são expressos  pelas palavras se e ye.
O verbo se equivale ao verbo "ser" do português, usa-se entre sujeito e predicado:
Li se frè mwen - "Ele é meu irmão"
Mwen se doktè - "Eu sou um doutor"
Sa se yon pyebwa mango - "Isso é uma árvore de mangas"
Nou se zanmi - "Nós somos amigos"
Podem ser omitidos com o verbo "ser" os sujeitos sa e li:
Se yon bon lide - "(isso) é uma boa ideia"
Se nouvo chemiz mwen - "(essa) é minha nova camisa"
A palavra vin ("tornar-se") pode ser usada no sentido "quero" ou "vou ser", dispensando o se:
L ap vin bel frè mwen - "ele vai ser meu cunhado"
Mwen vle vin yon doktè - "Eu quero ser médico"
Sa ap vin yon pyebwa mango - "Isso vai ser uma árvore de mangas"
N ap vin zanmi - "Nós vamos ser amigos"
Ye também significa "ser", mas situa-se depois do sujeito, que fica antes do predicado.
Ayisyen mwen ye =  "Eu sou haitiano" (essa pode ser também Mwen se Ayisyen)
Ki moun sa ye? - "quem é esse?"
Kouman ou ye? Ou Ki jan ou ye? - "como você está?"
Quando seguido por adjetivo, o verbo "ser" é estativo (como o verbo "estar" do português) e sofre uma elipse. Por exemplo, malad, usa-se no sentido de "doente" e também de "estar doente":
M gen yon zanmi malad - "Eu tenho um amigo doente."
Zanmi mwen malad. - "Meu amigo está doente."
Egziste plizyè maladi. - "Existem várias doenças."

#### Verbos "ter" e "haver"
Ter é genyen e tem a forma curta gen:
Mwen genyen lajan nan bank lan - "Eu tenho dinheiro no banco".
Genyen (ou gen) também significa "haver":
Gen anpil Ayisyen nan Florid - "há muitos haitianos na Flórida".
Gen yon moun la - "Há alguém aqui".
Pa gen moun la - "Não há ninguém aqui".

#### Verbos "saber" e "conhecer"
Konn ou konnen pode significar:
- saber - Èske ou konnen non li? - "você sabe o nome dele?", ou M pa konnen kote li ye - "você não sabe onde ele está?"
- saber como fazer - Mwen konn fè manje - "Eu sei cozinhar", ou Li pa konn li fransè - "Ele não sabe ler o francês"

Outro verbo bem usado é fè ("fazer") e tem muitos significados:
Kouman ou fè pale kreyòl? - "como você aprendeu a falar crioulo?"
Mari konn fè mayi moulen. - "Maria sabe como fazer papa de milho"

#### Verboskapabefè
O verbo kapab (formas curtas ka, kap" ou 'kab) significa "ser capaz de", "estar disponível para".
Mwen ka ale demen - "eu posso ir amanhã"
Petèt m ka fè sa demen - "Pode ser que eu possa fazer isso amanhã"
Outro verbo bem usado é fè – "fazer" e tem muitos significados:
Kouman ou fè pale kreyòl? - "como você aprendeu a falar o crioulo?"
Mari konn fè mayi moulen. - "Maria sabe como fazer papa de milho"

#### Marcadores de tempos verbais
Não há conjugação no crioulo haitiano. No presente de verbos estativos (que não denotam ação) é usada forma básica do verbo. Mwen pale kreyòl - "Eu falo o crioulo" (presente contínuo).
Para verbos de ação, se não houver marcadores de tempo, entende-se como referência ao passado:
mwen manje - "Eu comi"
yo manje - "eles comeram"
Nota: manje significa tanto "comida" quanto o verbo "comer".
Os marcadores de tempo são uma ou duas palavras monossílabas colocadas antes do verbo para indicar o tempo verbal:
te – Passado simples
ta - Pretérito perfeito
tap ou ap – Passado progressivo ("estava fazendo")
kon - Pretérito imperfeito
te fin - Pretérito mais-que-perfeito
ap – Presente progressivo (está fazendo)
a  - Futuro
pral – Preparando para fazer (como futuro)
ta – Pretendendo fazer, condicional
ta fin ou ta fek - passado condicional
fèk ou sòt ou fèk sòt – Passado recém-ocorrido
annou - Imperativo

#### Negação
Com a palavra pa antes do verbo (e de seu marcador de tempo), caracteriza-se a negação:
Woz pa vle ale - "Rose não quer ir"
Woz pa t vle ale - "Rose não quis ir"